# I Meet Up!
i Meet Up!（アイ ミート アップ!）は、FM NACK5で放送されていたラジオ番組。

## 概要
『〜IDOL SHOWCASE〜 i-BAN!!』のエッセンスを引き継ぎ、大宮アルシェ5階にあるCDショップ、HMV大宮アルシェ店内の「STUDIO ARCHE」から公開生放送。タイトルにはアイドル・アーティスト・RADIO、そしてリスナーを愛(i)するという意味がこめられている。
「新感覚のアイドルフィーチャープログラム」をコンセプトに、ゲストを迎えてのトークやNACK5公式アイドルソングリクエストチャートなど様々なコーナーを通じて、最新のアイドル・アーティスト情報を送る。
2014年10月5日に放送開始し、2016年9月25日の放送を以って終了した。パーソナリティを務めただいすけは、2016年10月より『ラジオのアナ〜ラジアナ』の火曜日パーソナリティに就任した。

## 放送時間
- 2014年10月 - 2015年3月 - 12:55 - 15:55
- 2015年4月 - 2015年9月 - 16:00 - 21:00

野球中継（NACK5 SUNDAY LIONS）の開始時刻、または終了時刻によって放送時間が変わる場合がある。
- 2015年10月 - 2015年3月 - 12:55 - 15:55
- 2016年4月 - 2016年9月 - 16:00 - 21:00

野球中継（NACK5 SUNDAY LIONS）の開始時刻、または終了時刻によって放送時間が変わる場合がある。

## パーソナリティ
- だいすけ

## 主なコーナー
- ゲストコーナー

基本的に17時台、18時台、19時台にそれぞれ1組ずつアーティストが登場する。
- NACK5公式アイドルソングリクエストTOP7

リスナーから届いたアイドルソングリクエストを集計し、上位7曲を19時台後半からカウントダウンで紹介する。10週連続1位になると殿堂入りとなる。
- だいすけ! ○○しちゃうぞ!!

リスナーの挑戦や宣言に、だいすけがエールを送る。
- だいすけ! 和食相談室!!

板前としての肩書きも持つだいすけが、リスナーから届いた和食に関する相談に答える。
- お魚クイズ
- 早口言葉対決
- THEポッシボー! はしもんとゆかいなポッシ達!!

パーソナリティは橋本愛奈（THE ポッシボー）。2014年10月5日から2015年3月29日まで放送。
- ぴかりんぼっち放送局

パーソナリティは椎名ひかりん。『〜IDOL SHOWCASE〜 i-BAN!!』時代より放送。2015年3月29日まで放送。
- ひかりぼっち放送局

パーソナリティは椎名ひかり。2015年4月5日から2015年9月27日まで放送。
- プールイのアルシェでLuiLui

プールイがコーナーパーソナリティとしてスタジオに登場し、ゲストとトークを繰り広げる。2015年4月26日から2016年8月28日まで放送。
- 花キューピットプレゼンツ! 薗田杏奈! こころに花束を!

パーソナリティは薗田杏奈。2015年11月1日から2016年3月27日まで放送。
- 目指せてっぺん! しゃべろっか ジャポニカ

パーソナリティはロッカジャポニカ。2016年5月1日から放送。2016年10月2日からは『カメレオンパーティー』内で放送。
- だいすけ・・・今日の、ザンゲ・・・

だいすけがその日の放送で起こしたミスをリスナーが報告し、だいすけ自らザンゲする。